# Maxima Caesariensis
Maxima Caesariensis (Massima Cesariense) era una delle quattro province della Britannia romana, creata agli inizi del IV secolo. La sua collocazione e i suoi esatti confini non ci sono pervenuti, ma secondo una ricostruzione la capitale era probabilmente Londinium (Londra) e il suo territorio comprendeva l'odierno sud-est dell'Inghilterra.
All'inizio i suoi governatori furono praeses di rango equestre, ma dalla metà del IV secolo acquistarono quello consolare.
Maxima Caesariensis e la sua vicina settentrionale Flavia Caesariensis, potrebbero essere state, per un breve periodo, una sola provincia, che comprendeva la maggior parte dell'odierna Inghilterra orientale. Eric Birley e altri studiosi hanno suggerito che le due province chiamate Caesariensis sarebbero discese da un'unità più ampia. Dal fatto che Costanzo Cloro sia stato accolto favorevolmente a Londra nel 296, Birley parte per ipotizzare che egli gli avrebbe assegnato il titolo supplementare di Caesariensis.